# 魏球
魏球（？—？），福建建安（今福建建瓯）人，是一名清朝政治人物。举人出身。
魏球曾于1667年接替张文斗任青浦县知县一职，1669年由王士麟接任。